# Melosina Lenox-Conyngham
Melosina "Melo" Lenox-Conyngham (22 février 1941 - 1er octobre 2011) est une voyageuse et une écrivaine irlandaise. 

## Enfance et famille
Melosina Anne Lenox-Conyngham est née au Sri Lanka le 22 février 1941, fille de Gerald Hamilton Lenox-Conyngham et de Joanna ("Joan") Vernon Butler. Son père, planteur de thé à Wattegoda dans la province du Centre, est le neveu de Sir Gerald Lenox-Conyngham. Hubert Butler est un oncle maternel. La famille évacue le Sri Lanka avant une invasion japonaise pour aller à Salisbury (actuelle Harare) en Rhodésie du Sud, où son père sert pour la Royal Naval Volunteer Reserve. Son frère, Vere, nait en Rhodésie en août 1942. Les trois vivent ensuite près de Durban, en Afrique du Sud, pendant deux ans. Sa sœur, Eleanor, est née en 1946. Vers la fin de la Seconde Guerre mondiale, la famille retourne à Ceylan, où Lenox-Conyngham commence sa scolarité. Elle est ensuite envoyée comme pensionnaire dans une école à Brondesbury-at-Stocks, Hertfordshire, Angleterre, prenant des cours de français à l'université de Grenoble et passant des vacances avec des parents en Irlande,,,. 

## Carrière
Lenox-Conyngham occupe divers postes dans un certain nombre de pays : employé de station de ski à Mount Snow dans le Vermont, secrétaire du rédacteur en chef d'un journal d'agriculteurs, entraîneuse de tennis dans un hôtel à Miami en Floride, et employée comme secrétaire de Sir Geoffrey Agnew, un antiquaire, à Londres. Elle hérite de Lavistown Cottage, dans le comté de Kilkenny, d'un oncle et d'une tante, y vit en permanence vers 1973. Elle continue à voyager, vivant pendant des mois dans des endroits comme l'Afghanistan, la Malaisie et la Chine, voyageant généralement seule et sur un coup de tête. 
En Irlande, elle s'intéresse à l'histoire locale et familiale, encouragée par son oncle Hubert auprès duquel elle habite. Il a fondé la Butler Society, et elle en a été la secrétaire pendant de nombreuses années. Elle assiste à des rassemblements internationaux des membres de la famille Butler et, de 1976 à 2009, elle joue un rôle clé dans l'organisation des rassemblements triennaux irlandais des membres de la société. Ces événements sont suivis par des descendants Butler du monde entier. Elle contribue régulièrement au Sunday miscellany sur RTÉ Radio et à d'autres émissions dans les années 1980. Son intérêt pour l'histoire de la famille et ses voyages ont fourni le sujet de ses articles pour l'Irish Times publiés tout au long des années 1990. Elle s'intéresse particulièrement aux journaux historiques et voyage en Irlande à la recherche d'exemples non publiés. En 1997, cela aboutit à son livre : Diaries of Ireland: an anthology, 1590–1987,. 
On lui diagnostique un cancer pour la première fois en 2007 et, en rémission, elle continue à voyager et à écrire. Des nécrologies dans son style d'écriture ont été publiées par l'Irish Times, le Times et le Daily Telegraph jusqu'à sa propre mort. Lenox-Conyngham meurt à l'hôpital régional de Waterford le 1er octobre 2011 et est enterré dans le cimetière d'Ennisnag, dans le comté de Kilkenny. Un volume de ses essais, A life in postcards (2013), est édité par sa nièce Sophia Grene. Une importante collection de papiers de famille collectés par Lenox-Conyngham est maintenant détenue par Kilkenny Archives Ltd,. 